# Davčni novčič (Masaccio)
Davčni novčič je freska italijanskega zgodnjerenesančnega slikarja Masaccia, ki se nahaja v kapeli družine Brancacci v cerkvi Santa Maria del Carmine v Firencah. Naslikana v 1420-ih, velja za Masacciovo najboljše delo in je pomemben del razvoja renesančne umetnosti.
Slika je del cikla o življenju svetega Petra in opisuje prizor iz Matejevega evangelija, v katerem Jezus napoti Petra, naj najde kovanec v ustih ribe, da bi plačal davek za tempelj. Pomen freske je povezan z njegovo revolucionarno uporabo perspektive in svetlobe. Davčni novčič je v stoletjih po nastanku utrpel veliko škodo, dokler v 1980-ih kapela ni bila temeljito obnovljena.

## Kapela družine Brancacci
Kapelo družine Brancacci v cerkvi Santa Maria del Carmine je okoli leta 1366/7 ustanovil Felice Brancacci. [3] Ta je med letoma 1423 in 1425 naročil slikarju Masolinu, da bi stene okrasil z vrsto fresk iz življenja svetega Petra. Peter je bilo ime svetnika  ustanovitelja in zavetnika družine Brancacci, vendar je izbira odražala tudi podporo rimskemu papeštvu v času velikega razkola.
Na neki točki se je Masolinu pridružil še en umetnik, osemnajst let mlajši Masaccio. Masolino je na koncu odšel bodisi na Madžarsko leta 1425 bodisi v Rim leta 1427, dokončanje kapele pa prepustil Masacciu. Leta 1427 ali 1428, preden je bila kapela dokončana, se je Masaccio pridružil Masolinu v Rimu. Šele v 1480-ih je freske v kapeli končal Filippino Lippi. Davčni novčič pa velja za Masacciovo delo v celoti.
Skozi stoletja so bile freske močno spremenjene in poškodovane. Leta 1746 je zgornje nivoje naslikal umetnik Vincenzo Meucci, ki zajema večino Masolinovih del. Nato je leta 1771 cerkev uničil požar. Kapela družine Brancacci, čeprav je bila v požaru strukturno nepoškodovana, je na freskah utrpela veliko škodo. Šele v letih 1981–1990 je bila izvedena obsežna obnova kapele, s katero so freske obnovili v približno prvotnem stanju. Slike so sicer utrpele nekaj nepopravljive škode, zlasti tisti deli, ki so bili naslikani a secco: v Davčnem novčiču listov na drevesih ni več, medtem ko je Kristusova halja izgubila velik del prvotne modre sijajnosti.

## Vsebina
Prizor, prikazan v Davčnem novčiču, je povzet iz Evangelija po Mateju Mt 17,24–27:
Ko so prispeli v Kafarnáum, so prišli k Petru pobiralci dveh drahem in dejali: »Ali vaš učitelj ne plačuje dveh drahem?« »Seveda plačuje,« je rekel. Ko pa je prišel v hišo, ga je Jezus prehitel z besedami: »Kaj se ti zdi, Simon, od koga pobirajo zemeljski kralji davek ali carino? Od svojih sinov ali od tujcev?« »Od tujcev,« je dejal. Jezus mu je rekel: »Torej so sinovi oproščeni.  Vendar pa, da jih ne pohujšamo, pojdi k jezeru, vrzi trnek in potegni ven prvo ribo, ki se bo ujela. Odpri ji usta in našel boš statêr. Vzemi ga in jim ga daj zame in zase.«
Zgodbo najdemo le v Matejevem evangeliju, ki ga je po krščanski tradiciji napisal apostol Matej, sam pobiralec davkov (Mt 9,9–13). Odlomek je bil uporabljen kot krščanska utemeljitev legitimnosti posvetne oblasti in je pogosto viden v povezavi z drugim odlomkom, zgodbo 'Davek Cesarju .... V Mt 22,15–22 skupina farizejev poskuša Kristusa prevarati, da  obtoži samega sebe in sicer tako, da vpraša ali je zakonito dajati poklon Cezarju ali ne. Ko je opozoril na Cezarjevo podobo na kovancu, jim je rekel: »Dajte torej cesarju, kar je cesarjevega, in Bogu, kar je Božjega«Mt 22,21.

## Kompozicija
Slika se nekoliko razlikuje od svetopisemske zgodbe, saj se dacar sooči s celotno Kristusovo skupino in učenci, celoten prizor pa se odvija na prostem. Zgodba je pripovedovana v treh delih, ki se sicer ne pojavljajo zaporedoma, a narativna logika se skozi kompozicijske zasnove še vedno ohranja. Osrednje prizorišče je prizorišče davkarja, ki zahteva davek. Kristusova glava je izginjajoča točka slike, ki tam privablja oči gledalca. Kristus in Peter nato pokažeta na levi del slike, kjer se v srednjem ozadju odvija naslednji prizor: Peter vzame denar iz ust ribe. Končni prizor - kjer Peter plačuje dacarju - je na desni, ločen z okvirjem arhitekturne strukture.
To delo je med prvimi slikami, ki so uporabile izginjajočo točko v novem sistemu perspektive ene točke, v tem primeru konvergirajoče na Kristusovi glavi. Tehnika, ki so jo uporabljali zgodnejši proto-renesančni umetniki, kot sta Giotto ali Duccio. Če bi šli v sliko, bi se lahko sprehodili okoli Jezusa Kristusa v ustvarjenem polkrogu in z lahkoto spet umaknili sliko.
Kristus in učenci so postavljeni v polkrog, ki odraža obliko apside kapele. Pobiralec davkov pa stoji zunaj svetega prostora. Medtem ko je skupina svetih mož skoraj v celoti oblečena v pastelno roza in modre obleke, uradnik nosi krajšo tuniko presenetljivo živo rdečo. Barva prispeva k drznosti, izraženi z njegovimi kretnjami. Drug način, kako doseči kontrast, je na poti - tako na osrednjem prizorišču kot na desni - drže davkarja kopirajo skoraj natanko Petrove položaje, gledano le iz nasprotnega kota. To daje figuram tridimenzionalno kakovost, tako da jih gledalec lahko vidi z vseh strani.

## Slog
Masaccia pogosto primerjajo s sodobniki, kot sta Donatello in Brunelleschi, kot pionirja renesanse, zlasti zaradi njegove perspektive z eno točko. Ena od tehnik, ki je bila edinstvena za Masaccia, pa je bila uporaba atmosferske ali zračne perspektive. Tako gore v ozadju kot lik Petra na levi so bolj bledi in zamegljeni kot predmeti v ospredju, kar ustvarja iluzijo globine. Ta tehnika je bila znana v antičnem Rimu, vendar je bila izgubljena, dokler je Masaccio ni ponovno izumil.
Tudi Masacciova uporaba svetlobe je bila revolucionarna. Medtem ko so zgodnejši umetniki, kot je Giotto, uporabili ravno, nevtralno svetlobo iz neznanega vira, je Masacciova svetloba izhajala iz določenega mesta zunaj slike in postavila figure v svetlobo in senco. To je ustvarilo chiaroscúro učinek, ki je oblikoval telesa v tridimenzionalne oblike.
Masaccia pogosto pravično hvalijo zaradi raznolikosti njegovih obraznih upodobitev. Pri tej sliki pa priznanje nekoliko zmanjšuje dejstvo, da je bilo delo v času njegove smrti nedokončano, glave Jezusa in sv. Petra pa je naslikal njegov starejši sodelavec Masolino da Panicale (ustrezno perspektivno delo na drugi strani kapele, Sveti Peter je zdravil pohabljenca in dvignil Tabita.

## Interpretacija
Predlagano je bilo več teorij, zakaj je bila izbrana ta posebna tema, ki ni zelo pogosta tema v umetnostni zgodovini. Eden od predlogov vidi sliko kot utemeljitev tako imenovanega katastra (italijansko catasto) iz leta 1427, nova oblika takse. To pa ni zelo verjetna razlaga, saj bi Brancacci zaradi nove obdavčitve izgubil in bi verjetno bil med nasprotniki. Verjetnejša razlaga sliko povezuje s sporazumom papeža Martina V. iz leta 1423, da je florentinska cerkev obdavčena z državnim davkom. Denar, ki ga najdemo v ustih rib, lahko razumemo tudi kot izraz, kako je bogastvo Firenc prišlo iz morja. Felice Brancacci, trgovec s svilo, ki se je ukvarjal s sredozemsko trgovino, je bil tudi član mestnega odbora pomorskih konzulov. 
Za razumevanje slike, kot tudi celotne serije, je osrednjega pomena odnos Brancacciovih in mesta Firence do papeštva v Rimu. Firence so bile takrat v vojni z Milanom in so potrebovale podporo papeža. Na freske je zato treba gledati v kontekstu propapeške politike in kot poskus legitimiranja rimskega sedeža z njegovo povezanostjo s svetim Petrom - prvim rimskim škofom in prvim papežem.
V zgodbi je Peter med učenci jasno izločen, njegova močna povezava s Kristusom pa je razvidna iz Kristusovih besed 'zame in zate'. Peter je v nasprotju z manjšo obliko na levi videti veličasten in energičen lik, ko je s Kristusom in ko opravlja svoje delo. Vse to kaže na njegovo apostolsko vlogo Kristusovega namestnika na zemlji. Kot tak Davčni novčič predstavlja prehodno sceno v kapeli; pri izpolnjevanju Kristusovih ukazov je Peter od tega, da je učenec, postal gospodar.
Samo dva učenca je mogoče identificirati s kakršno koli stopnjo gotovosti: Petra s svojimi ikonografskimi sivimi lasmi in brado ter modro in rumeno obleko ter Janeza, mladega golobradega moža, ki stoji ob Kristusu. Janezova glava spominja na rimske skulpture in se kaže v zelo podobnem obrazu drugega učenca na desni. Za osebo poleg tega učenca se domneva, da je Juda, čigar temen in zlovešč obraz odseva davkarja. Ugibal je - najprej Vasari -, da je obraz na skrajni desni avtoportret samega Masaccia kot Tomaža.